# Listă de lacuri glaciare din România
Aceasta este o listă de  lacuri glaciare din România. 

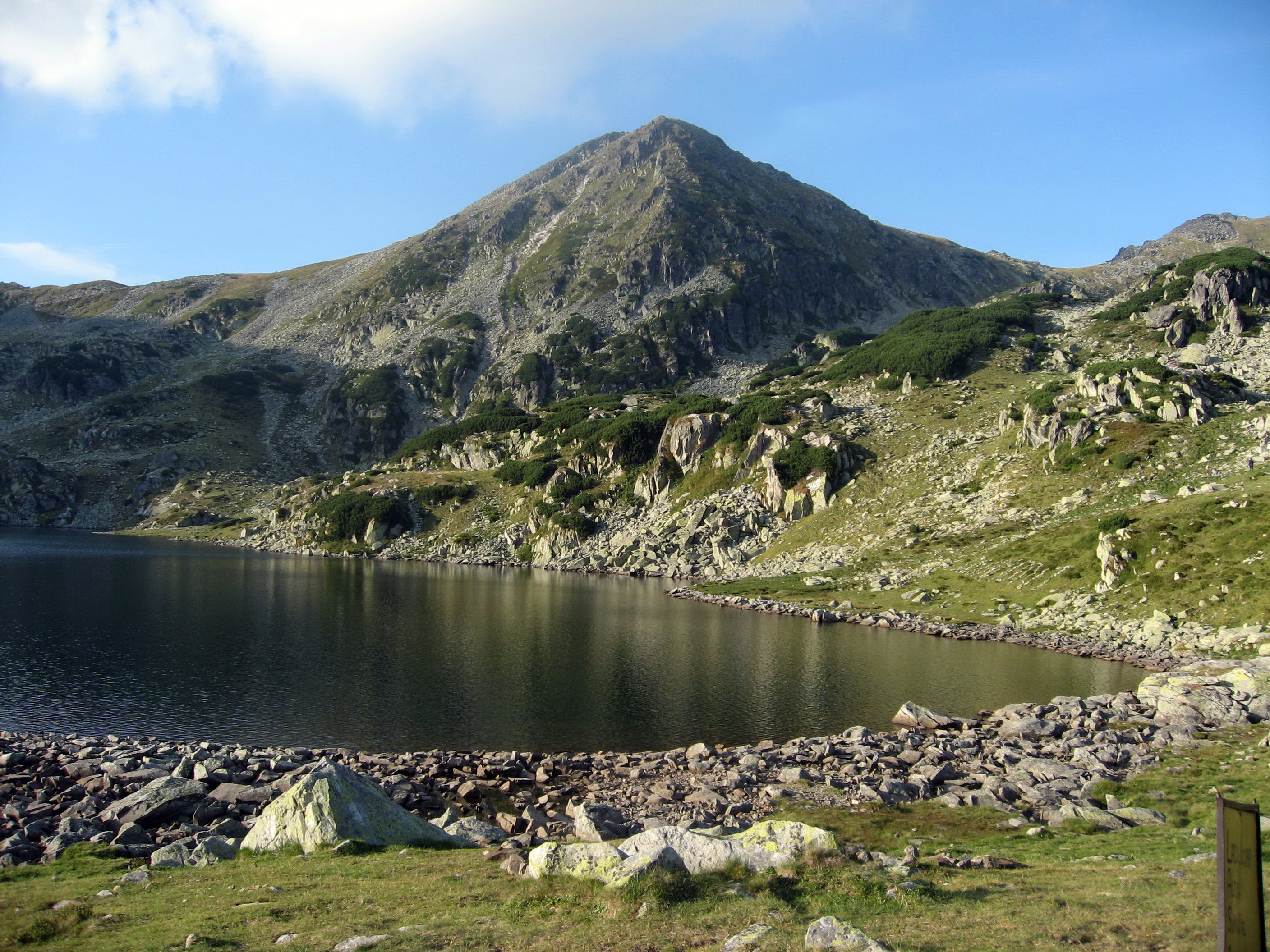
Lacul Bucura

## A
- Avrig

## B
- Bâlea
- Bucura
- Buhăescu I
- Buhăescu II
- Buhăescu III
- Buhăescu IV

## C
- Capra
- Călțun

## G
- Galbena IV
- Galeșul
- Gâlcescu

## H
- Hârtop I

## I
- Iezer, Făgăraș
- Iezer, Rodna
- Iezeru Mare
- Izvorul-Mușeteică

## J
- Judele

## L
- Lala Mare
- Lala Mic
- Lia

## M
- LMănăstirii

## P
- Podragu

## R
- Roșiile

## S
- Scărișoara Galbenă

## Ș
- Șureanu

## V
- Valea Rea

## Z
- Zănoaga Mare
- Zârna

## Vezi și
- Lacuri în România